# Hyles conspicuata
Hyles conspicuata är en fjärilsart som beskrevs av Bandermann. 1926. Hyles conspicuata ingår i släktet Hyles och familjen svärmare. Inga underarter finns listade i Catalogue of Life.